# Angjelina Arianiti
Angjelina Arianiti, na haar huwelijk Angelina Branković (Servisch: Ангелина Бранковић) (Berat, 1440-1520) was een Albanese prinses afkomstig uit het huis Arianiti. Ze was de dochter van de Albanese vorst Gjergj Arianiti, heerser van het vorstendom Arianiti gedurende de 15e eeuw. In 1460 trouwde prinses Angjelina met Stefan Branković, voormalig despoot van Servië (1458-1459).

## Biografie
Angjelina was een dochter van de Albanese vorst Gjergj Arianiti en zijn eerste vrouw Maria Muzaka, een telg uit de Albanese Muzaka-dynastie. Het vorstendom Arianiti kwam overeen met gebieden in het centrale en zuidelijke deel van het huidige Albanië.
Tijdens een bijeenkomst in Albanië van de Albanese prins Gjergj Kastrioti, met wie de zus van Angjelina, Donika, getrouwd was, ontmoette ze de voormalige despoot van Servië, Stefan Branković. In 1460 trouwde zij met elkaar waarna ze drie kinderen kregen: Đorđe, Jovan en Maria.
Na de dood van haar man Stefan Branković trad Angjelina in het klooster als non. De Servisch-Orthodoxe Kerk verklaarde haar heilig. Haar feestdagen zijn op 30 juli en 10 december. Ze wordt door deze kerk vereerd onder de naam Prepodobna mati Angelina; Преподобна мати Ангелина.